# Симфония № 6 (Бетховен)
Симфония № 6 фа мажор, op. 68 («Пасторальная») — симфония Людвига ван Бетховена.
Написана в 1808 году в Вене. Премьера состоялась в Вене, 22 декабря 1808 года в театре Ан дер Вин, в одном концерте с Симфонией № 5.

## История создания

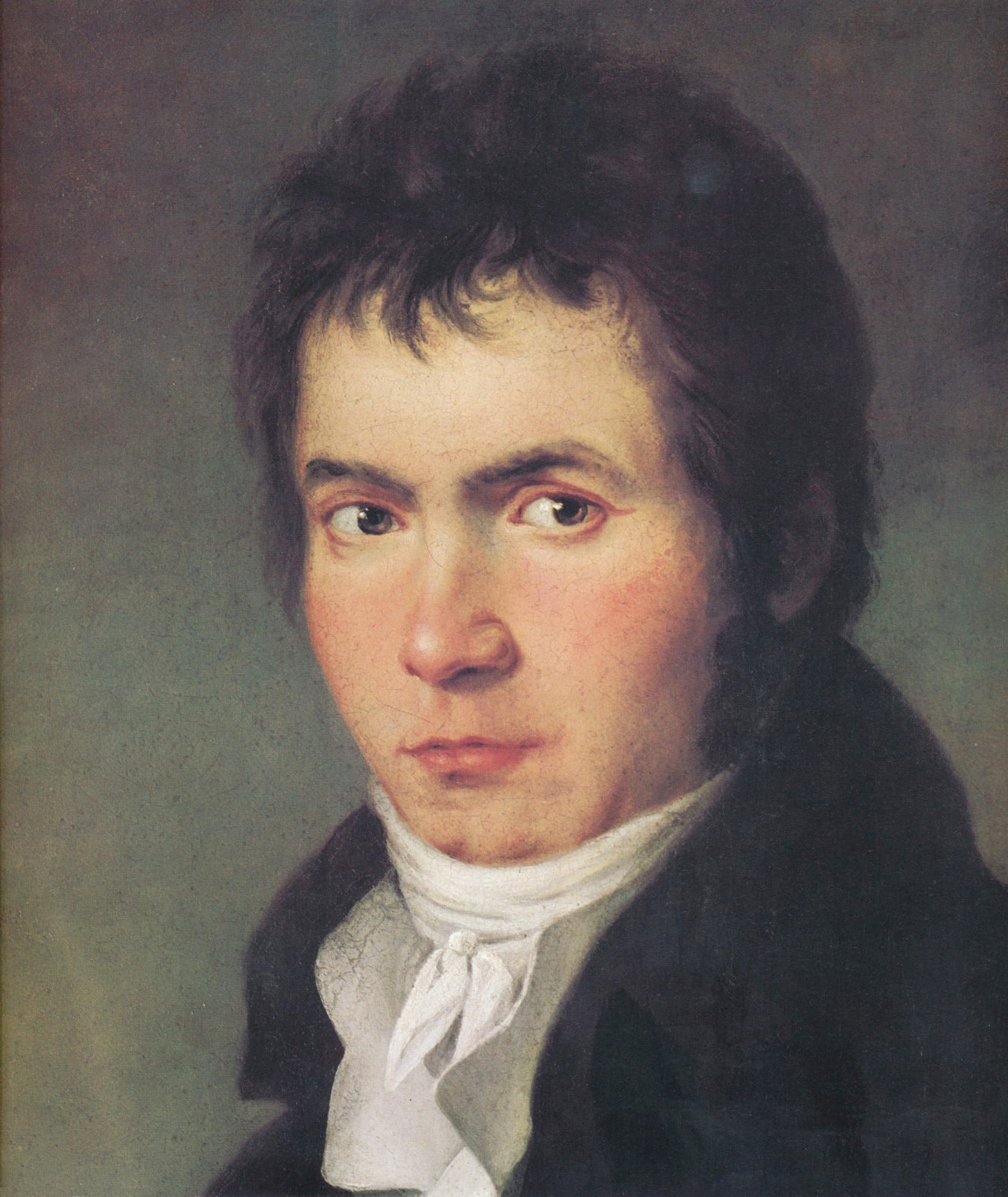
Бетховен в 1804 году, два года спустя после начала работы над симфонией

Первые наброски к симфонии, получившей в конечном итоге название «Пасторальной», появились в 1802 году, в то время, когда Бетховен параллельно работал над Симфонией № 5, ставшей гораздо более известной, чем Симфония № 6. Несмотря на это, обе симфонии были завершены в одном и том же 1808 году и впервые исполнены 22 декабря 1808 года в театре Ан дер Вин. Некоторые исследователи считают, что «Пасторальная» симфония должна была получить № 5, в то время как Симфония № 5 могла бы стать шестой.
В музыкальном словаре Гроува приводится цитата самого Бетховена, в которой он отметил, что Симфония № 6 является «большим выражением эмоций, чем красок».

## Инструментовка
В целом, как и в предыдущих (1—5) симфониях, Бетховен использовал классицистский состав симфонического оркестра. Однако в 3—5 частях симфонии он ввёл ряд обычно не использовавшихся им в симфониях инструментов. Наибольшее количество нововведёных инструментов пришлось на четвёртую часть симфонии («Гроза. Шторм»), где были введены флейта пикколо, литавры, а также альтовый и теноровый тромбоны. Полный состав оркестра выглядит следующим образом:
Деревянные духовые
Флейта пикколо (4 часть)
2 флейты
2 гобоя
2 кларнета (B)
2 фагота
Медные духовые
2 валторны (F, B)
2 трубы (C, Es) (3—5 части)
2 тромбона (4—5 части)
Ударные
Литавры (4 часть)
Струнные
I и II скрипки
Альты
Виолончели
Контрабасы

## Композиция
Симфония № 6 содержит в себе пять частей. Она же является единственной симфонией, которой Бетховен присвоил авторскую программу для каждой из частей:
|     | Оригинальное название                                        | Название по-русски                                   | Темп                  | Тональность |
| --- | ------------------------------------------------------------ | ---------------------------------------------------- | --------------------- | ----------- |
| I   | Erwachen heiterer Empfindungen bei der Ankunft auf dem Lande | «Пробуждение радостных чувств от прибытия в деревню» | Allegro ma non troppo | F-dur       |
| II  | Szene am Bach                                                | «Сцена у ручья»                                      | Andante molto mosso   | B-dur       |
| III | Lustiges Zusammensein der Landleute                          | «Весёлое сборище крестьян»                           | Allegro               | F-dur       |
| IV  | Gewitter, Sturm                                              | «Гроза. Буря»                                        | Allegro               | f-moll      |
| V   | Hirtengesang. Frohe und dankbare Gefühle nach dem Sturm      | «Пастушья песня. Благодарение после бури».           | Allegretto            | F-dur       |

Третья часть прерывается на доминантовой гармонии, после чего четвёртая часть вступает attacca. Также пауза отсутствует и между четвёртой и пятой частями.
Средний хронометраж исполнения симфонии составляет 40 минут.